# レオナ・キングスカラー
レオナ・キングスカラーは、スマートフォン向けアプリ「ツイステッドワンダーランド」に登場するキャラクター。担当声優は梅原裕一郎。

## プロフィール
| name         | Leona Kingscholar |
| 学年・クラス | 3年A組13番        |
| 誕生日       | 7月27日(獅子座)   |
| 年齢         | 20歳              |
| 身長         | 185cm             |
| 利き手       | 右                |
| 所属寮       | サバナクロー      |
| 部活         | マジカルシフト部  |
| 出身         | 夕焼けの草原      |
| 得意科目     | 古代呪文語        |
| 趣味         | チェス            |
| 嫌いなこと   | 子どもの相手      |
| 好きな食べ物 | 肉                |
| 嫌いな食べ物 | 野菜              |
| 特技         | 3秒で寝る         |

### サバナクロー寮
百獣の王の不屈の精神に基づく寮。「ライオン・キング」の世界観からインスパイアされている。ヴィランは「スカー」。獣人族の生徒が多く、縄張り意識が強いため、部外者を嫌う傾向にある。運動を得意とする生徒が多いことから、寮内に巨大な競技場を有している。副寮長は決めていない。魔法石は黄色。

### マジカルシフト
通称『マジフト』。プロリーグもあり、世界大会もある世界的に有名なスポーツで、別名『魔法力を全開で戦うフィールドの格闘技』。7人ずつのチームに分かれて光をまとうひとつのディスクを奪い合い、そのディスクを相手の陣地にあるゴールに入れると得点になる。ディスクは手で投げるのではなく、魔法を使って動かして運ぶ。それだけではなく、守備も攻撃もすべて魔法で行う。つまり運動神経だけでなく魔法の技を競うスポーツであるため、魔法力の高い者が有利であり、強いとされる。得点には直接関係はないが、魔法をどれだけ派手に魅せられるかも重要。寮対抗戦ではディアソムニア寮が一線を画している。
毎年10月には、寮対抗のマジカルシフト大会が開催される。手に汗握るトーナメント戦は、中継のテレビカメラを通して世界中が熱狂する一大行事。新たな才能を持つ魔法士を発掘する意味合いでも世界中が注目する大会で、学校関係者でなくても、観客として試合を見に行くことができる。また、毎年5月には、さらに大規模な大会『学園対抗戦』も開催される。
ナイトレイブンカレッジは、マジカルシフト強豪校として世界に名を馳せている。そのため、ナイトレイブンカレッジOBのプロ選手も多数存在している。

## 概要
「ライオン・キング」に登場する「スカー」がモデル。サバナクロー寮の寮長を務める。高い魔法力を持ちながら、努力を嫌い、常に気だるげ。 
母国では第二王子という立場であり、誰に対しても横柄な態度を取る。王位継承者である甥のチェカの存在により、自身の存在を周囲に疎まれ続けていた。強くてずる賢くて抜け目がなく、高い魔法力を持つ。その高い統率力で、マジカルシフト部の部長を務めている。頭が良いが、正攻法だけではなく、非道な手を使うこともあり、一部生徒からは嫌われている。植物園を縄張りにしていて、昼寝をする場所として利用している。 
マレウスと臆せずに話せるどころか、口喧嘩できる数少ない存在である。フロイドからは「トド先輩」と呼ばれている。（発覚したのは『バルガスCAMP』からだが、それ以前に第３章で「トドみたいに寝てるやつ」とバカにされていた）同じクラスのルークからは、「獅子の君（ロア・ドゥ・レオン）」と呼ばれ、狩の獲物として狙われている場面も見られる。 

### 王者の咆哮（キングス・ロアー）
対象を干上がらせて砂に変える。母国が干ばつを嫌っているため、恐れられている。

### レオナの部屋
石積みの壁や木製の天井など、自然の素材を取り入れた野性味を感じる室内。壁飾りや寝具、ラグなどはアースカラーでまとめられている。デスクには趣味のチェスが置かれ、ベッドの上はぐちゃぐちゃとしている。床やソファには脱ぎ捨てた服が散らばっている。

### 容姿
髪の色はチョコレートブラウン。目の色はサマーグリーン。ライオンの耳と尻尾が生えている。また、百獣の王と同様、左目に傷を持つ（傷については「忘れた」と言って詳しくは語らない)。運動時には、髪を一つに纏めている。 
寮服は全寮の中でもっともワイルドで、黒のノースリーブジャケットを着用。腰に寮のロゴが入ったバンダナを身につけている。

## 本編の動向
レオナ・キングスカラーが登場するものに絞って書く。 

### プロローグ「Welcome to the Villans' world」
異世界からツイステッドワンダーランドに迷い込んだ主人公は、魔力がなかったため既存の寮には入れなかった。式典には参加していたものの、式の最中に起こったトラブルには興味がなく退屈そうにしていた。この時の表示名は『獅子の耳を持つ男』。新入生の引率を務める。

### 1章「真紅の暴君」
植物園で昼寝をしていたところ、グリムに尻尾を踏まれる。あわや万事休すか、というところでラギーが登場。事無きを得た。グリムには植物園の管理人だと思われる。

### 2章「荒野の反逆者」
７人ずつのチームに分かれて行われるスポーツ「マジカルシフト」、通称『マジフト』が寮対抗で開催されることになった。サバナクローは２年連続初戦でディアソムニア寮に当たり、敗退しているため、二年生のラギーに指示して、各寮の有望選手を怪我で出場不可にする「連続傷害事件」を引き起こす。主人公たちは不審な事故のターゲット候補である、サバナクロー寮のジャックに話しに行くと「俺が狙われることは、多分・・・・・・・ない」と言い残し、その場を去る。そこへ三人のサバナクロー寮生が現れ、たじろぐエースたちの前にレオナとラギーが現れ、レオナの指示でマジフトを利用してエースたちをいたぶる。その夜、ジャックはレオナとラギーが不審な事故の犯人だと知り二人の行為を罵ったが、レオナにとっては寮生たちのためであり、寮への評価の回復は正義と言い、聞く耳を持たなかった。主人公はジャックの協力もあり、事故の原因を判断することに成功。大会当日、主人公はリドルやケイト、リリアの協力の元、事件現場を押さえることに成功する。最大の敵であるマレウスが無事だと知ったレオナは事態を放棄しようとするが、寮生に咎められオーバーブロットを引き起こす。レオナはいくら実力があっても、努力でどうにもならないことがあることに絶望していた。正気に戻ったレオナは事件の犯人であったことを素直に認めたが、学園長よりサバナクロー寮は大会失格となった。しかしながら、被害者であるトレイとジャミルが学園長に頼み込んだことにより、大会出場は許可され、大会は開催された。大会閉幕後、レオナたちが休む保健室に赤毛の少年チェカが登場。レオナはチェカから「おじたん」と呼ばれていることが判明。 

### 3章「深海の商人」
アズールの契約で寮を取られた主人公を、ジャックからの頼みで部屋に滞在することを認める。主人公の脅しにより協力することした。因みに以前、アズールと不利な契約をした時、どさくさに紛れて砂にしたという。人魚のジェイド・フロイドに妨害された主人公に的確なアドバイスを送る。翌日、部屋の掃除でグリムが無造作に置かれている（お坊ちゃん育ちのせいで自分のものに対してあまり頓着がない）アクセサリーを取ろうとする。その時、主人公が契約書の弱点の予想に対して絶賛する。決戦の日、主人公に作戦に従い開店直後のVIPルームへ忍び込む。ざっと５～６００枚もの契約書を持ち出すことに成功したが、血相を変えたアズールが戻り主人公の予想が的中していることを確認する。契約書を砂にしたところ、アズールが憤慨しオーバーブロッド状態に。暴走状態が終わり、アズールの昔の写真を見て驚く。グリムが黒い石を探している時に、何か考え込んでいるしぐさを見せる。 

### 4章「熱砂の策謀家」
多くの人が帰省するウィンターホリデーが到来。レオナは「宿題は休み明けにやればいい、ホリデーは休むのが仕事。」といい、財布とスマホだけを持って帰省。帰らないと面倒という理由。

### 5章「美貌の圧政者」
新学期が始まった。寮長会議に出席する。その後、ボーカル＆ダンスチャンピオンシップ（VDC）オーディションの参加申込みに来た主人公とルークに挟まれて話したり、ルークにVDCに出ないかと誘われたりするなど、彼らのペースに呑まれ気味になる。VDC当日、運動部ということもあり、ステージの設営を仕切る。だが、本番前にパソコンに保存していてデータが消えるというアクシデントが発生。ステージに残っている魔力の量から、何かあったと気づいているが、面倒という理由で追求しないでいた。

### 6章「冥府の番人」
植物園で昼寝をしていたところ、謎の非政府組織「S.T.Y.X」の荒事専門チーム「カローン」の襲撃に遭う。その場に一緒にいたラギーから共闘を持ちかけられるも、カローンのスーツのマークを見て、その正体を見破り、すぐさま降伏。カローンの装備に防魔シートが使われていることをラギーに告げ、大人しくするように指示を出す。ラギーにサバナクローを託してカローンに連行される。他、オーバーブロットした者たちも続々と捕まった。嘆きの島に護送中の際、かつて実家でカローンを見かけたことがあり、歴史書を使って調べたことを皆に説明していた。嘆きの島に着いてからは高圧的な態度を取るイデアの指示にイライラしながらも従う。ジャミルと共に検査を待っている際にイデアが組織の情報ををしゃべりすぎていることに疑問を抱き、情報を漏らしても後から帳消しできる何らかの方法を「S.T.Y.X」が持っているのではないかと考える。

## イベント（時系列順）の動向

### ハッピービーンズデー〜黄金の堅琴を奪還せよ！〜
『ミッキーと豆の木』をモチーフとした話。全校生徒が２チームに分かれて勝敗を競う異種試合スポーツ大会が行われた。魔法の使用は禁止。体力育成の一環として行われるため、脱落するとペナルティが課せられる。怪物チームと農民チームがあり、農民側に割り振られたが行事をさぼろうとする。さぼると体力育成の成績が減点されるということで、敵チームのラギーがレオナを脱落させないようにスパイの真似事を行う。しかし、直後に敵チームのアズールとジャックに見つかり脱落。

### フェアリーガラ〜春を呼ぶ妖精たちの祝祭〜
☆メインキャラSSR　レオナ「ガラ・クチュール」
元ネタはNYで毎年開催されるメットガラ。映画「ティンカー・ベル」に関連したストーリー。
学園で所有していた大切な魔法石が盗まれ、学園中の施設の温度調整ができなくなってしまった。犯人は「フェアリーガラ」の準備をしていた「物づくりの妖精」。妖精たちを怒らせないように、魔法石を取り戻す必要がある。寮長会議にて「フェアリーガラ」の今年のテーマに合うという理由からカリムやジャミルとともにファッションショーの潜入班に抜擢される。監視役としてジャミルとラギー、主人公が選出される。レオナは潜入なんてやってられないと反抗するが、学園長に説得される。ヴィルの指導の元、ウォーキングを猛特訓する。ガラ当日、カリムたちのパフォーマンスに妖精たちや女王が注目し始めたところ、レオナがランウェイを堂々と歩き出し、さらに視線を引きつける。レオナの決めポーズやカリムたちのとっておきの技に会場が沸き、女王も目が釘付けになる。ラギーと主人公に降りかかったアクシデントに対しても機転を利かせ助けるという、面倒見の良さや臨機応変な姿を見せた。

### ゴースト・マリッジ〜運命のプロポーズ〜
ナイトレイブンカレッジが突如現れたゴーストの大群に占拠される。ゴーストの目的は、亡国の姫の「理想の王子様」を見つけること。姫に見初められたイデアは拐われたことにより、救出のための第一条件（高身長）に選ばれる。当然乗り気ではなかったが、ヴィルに挑発されて参戦する。先陣を切り、自信満々に口説きに行く。しかし、急に歌い出した姫にデュエットしなかったため、平手打ちをかまされ失格となった。

### 星に願いを〜Dance and Wishes~
ツイステッドワンダーランドの伝統行事である「星送り」が開催される。学園長から選出された「スターゲイザー」たちは全校生徒の「願い星」を集め、大樹に飾り、さらには特別な芸を披露しなければならない。今年のスターゲイザーは、デュースとトレイ、イデア（オルトの協力の元）が選出された。レオナの願いごとは「肉がたくさん食えますように」。ただし、願いごとを聴きに行った時には寝ていた。質問後も寝ようとして、オルトに心配される。オルトの素直さから、イデアと全く似ていないと評した。その結果、イデアの弟自慢を聞かされそうになったが、容赦なくぶった切っている。

### スケアリー・モンスターズ~Screaming halloween show~
ハロウィーンの季節が到来し、各寮ごとに仮装することになった。サバナクロー寮の仮装のテーマは”海賊”。海をイメージさせる貝殻などが衣装にたくさんちりばめられている。展示物である船の一角で寝ようとしたところ、「マジカメモンスター」に無断で写真を撮られる。また、喧しく声をあげられた挙句、触られたり、尻尾を引っ張られたりした。そのためストレスが溜まり、忠告しても無視をされたことから、寮生を引き連れて暴動を起こそうとする。学園中で「マジカメモンスター」が出現したため、撃退作戦に協力する。しかし、作戦自体と仕上げはジャックに任せ、ラギーと共にユニーク魔法で手に持った宝物を砂に変え、体も口も動かないようにする。ジャックに驚かされて逃げていくマジカメモンスターを見てご満悦。悪くないショーだったとジャックを褒める。

### バルガスCAMP!〜スプリング・ハプニング〜
☆R　レオナ「アウトドア・ウェア」
ある日、講堂に運動部所属の生徒たちが集められる。運動部合同合宿が開催され、マジフト部として参加した。レオナは相変わらず何もしないが、博識であるため、ドワーフ鉱山の妖精が火を恐れていることを知っていた（一応、上級生は授業で習う範囲らしい）。2日目に部員たちが課題を済ませている間、サボっていたところ何か襲われ行方不明になる。ラギー等からは「どこかでサボっているのではないか」と気にされていなかったが、他寮でも行方不明者が続出する。だが、実はこの企画の主催者からサボりのペナルティを課せられ、別所に軟禁されスクワットを行っているだけであった。最終日の終了時間直前、本当に行方不明になった後輩の捜索とキャンプの後片付け。どちらがマシか天秤にかけた結果、前者をとった。

#### ☆キャンプウェア
レオナが着ているウェアはフロイドによると有名ブランドのもの。ラギーに買いにいかせたようですが、ブランドは指定したものかも。胸元には"Ambitious"とロゴがある。日本語にすると"野望を持つ"という意味。

### スケアリー・モンスターズ！〜Endless halloween night〜
☆SR　レオナ「スケアリー・ドレス」
ハロウィーンの夜、学園の生徒たちは心地よい眠りにつくが、なぜか３１日が終わらず大勢の生徒たちが消えてしまう。残された生徒たちはハロウィーンの衣装を身に着け、消えた生徒たちと明日を取り戻すため、立ち向かう。学園長より任命された「ハロウィーンを終わらせ隊」に加入し闇の鏡の中へ入るが、フロイド、エースと共に幽霊船の入り江に飛ばされた。フロイドの奇行により、着いた早々ゴーストと戦うことになったが、ゴーストは凄み顔に怯みすぐに去っていく。その後、不意打ちで現れたゴーストに体を乗っ取られたエースにより、驚くと体を乗っ取られることが分かり深刻になる。カチカチ音がする箱を見て、正しく解除しないと石になってしまうと慌てるが、フロイドが間違ったボタンを押すも、何も起きず笑っていた。ゴーストに乗っ取られていたエペルと合流し、鏡の欠片を探しに出る。ホールのような場所に出たところ、グリムと一緒にオンボロ寮のゴーストも現れる。レオナはなぜゴーストがこのような事件を起こしたか、うすうす感づいていたようだ。

#### ☆"いつかディズニー作品のどこかで見たような”シーン
レオナの地元、夕焼の草原には象の墓場と呼ばれる場所があり、かつては王の統治も及ばぬ『影の国』と呼ばれる無法地帯だった。大きな骨が転がり、近くの火山の熱気やガスが吹き上がり、ならず者たちが住処にしていたとか。映画『ライオン・キング』でシンバとナラが見つけた場所もまさにそんな場所であった。

### ようこそ！ツムステッドワンダーランド
SSR　レオナ　ツムステ
LINEディズニーツムツムとのコラボイベント。ツイステッドワンダーランドの生徒たちに似た彼らがナイトレイブンカレッジで大騒動を巻き起こす。

### 夕焼けの草原のタマーシュナ・ムイナ
SSR レオナ　百獣の装飾
故郷「夕焼けの草原」で行われる、雨季の到来を願う祭事『タマーシュナ・ムイナ』（意味は天からの贈り物）が開催される。レオナの生まれ育った「暁光の都」は“自然との共存”前提に人々が暮らす大都市。カリム・リリア・ヴィルの3人がレオナのエスコートの元、招待される。催し物「キャッチ・ザ・テイル」に4人が参加することになる。